# حجر متساقط
الأحجار المتساقطة عبارة عن أجزاء من الصخور المعزولة التي تم العثور عليها في الصخور الرسوبية ذات الحبيبات الدقيقة المترسبة في المياه. وأحجامها تتراوح بين الحصى الصغير والصخور الكبيرة. والميزة البارزة الهامة تكمن في أنه يوجد دليل على أنه لم يتم نقلها من خلال تيارات المياه العادية، ولكن تم إسقاطها بشكل رأسي عبر عمود المياه.

## الخلفية
عندما يتم إيداعها في الطين في الطبقات الناعمة، فإن هذا الدليل يحتوي على منخفض تأثيري تحت الأحجار المتساقطة، بالإضافة إلى دليل على أن الطين قد تم ضغطه حول حواف الصخور المتساقطة. وقد تراكمت إيداعات تالية من الطين على الأحجار المتساقطة والحفر التي أحدثتها. وتعد الأحجار المتساقطة الجليدية، والتي تشتمل على الصخور المتساقطة من الجبال الجليدية، من أهش أنواع الأحجار المتساقطة التي تم الاحتفاظ بها في السجل الجيولوجي، خصوصًا عندما يتم ترسيبها في بيئات البحار أو البحيرات العميقة قليلة الطاقة. وتختلف الأحجار المتساقطة عن الصخور المجروفة التي يتم العثور عليها في الرواسب الجليدية، حيث إنها تترسب في بحيرة أو في بيئات بحرية. كما يمكن أن تترسب الأحجار المتساقطة كذلك بسبب مجموعة متنوعة من السوائل غير الجليدية.

## أصل الأحجار المتساقطة
هناك أربع آليات طبيعية تؤدي إلى إنتاج الأحجار المتساقطة:

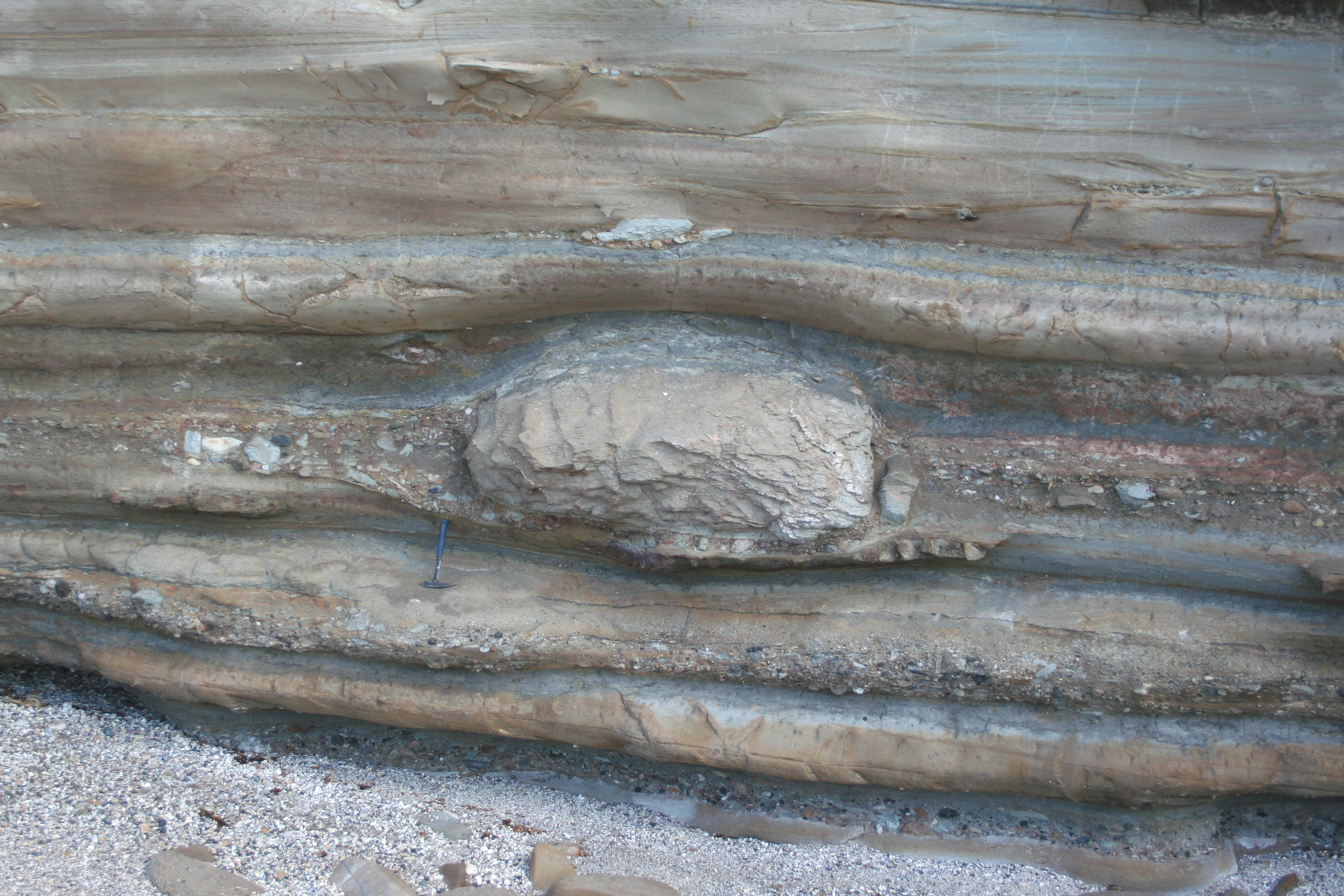
الأحجار المتساقطة الجليدية من صخور العصر البرمي في شرقي أستراليا

### الكتل الجليدية
مع تحرك الكتل الجليدية على السطح، تضاف إليها بعض الأحجار، وتندمج في كتلتها. وعلى الساحل، تنفصل أجزاء من الجبل الجليدي وتطفو بعيدًا في شكل جبال جليدية، غالبًا ما تنتقل (في شكل طوف جليدي) عبر العديد من الأميال في المحيط، حيث تذوب وتسقط منها الحمولات الموجودة بها. وعندما تسقط الصخور التي كانت تحملها تلك الجبال على أرضية المحيط، يمكن أن تندمج مع الرواسب المحيطية، التي تكون في الغالب ذات حبيبات دقيقة.

### البراكين
على الرغم أن الأحجار المتساقطة كان يعتقد أنها علامة مميزة للكتل الجليدية، إلا أنه تم إدراك أنها يمكن أن تنجم عن ثورات البراكين. و«القنابل» البركانية عبارة عن أجزاء كبيرة من الصخور، التي يتم إلقاؤها على بعد أميال متعددة بسبب قوة ثورة البركان. وإذا ترسبت تلك الصخور في رواسب ناعمة، فإنها يمكن أن تشكل الأحجار المتساقطة. إن الأحجار المتساقطة التي تنشأ بتلك الطريقة نادرة نسبيًا في السجل الجيولوجي، حيث إن معظم تلك الصخور تسقط بصفة دائمة على الأراضي المرتفعة، والتي تكون قدرتها على الحفاظ على تلك الصخور ضعيفة، كما هو الحال في بيئات التعرية. ومع ذلك، يمكن أن تؤدي الانفجارات الضخمة إلى انتشار القنابل لمسافات كبيرة، بما يكفي لها لأن تسقط في البحر في رواسب ناعمة يمكن التعرف عليها.

### التيارات التي تثير العكر
يمكن أن تترسب الأحجار المتساقطة كذلك من خلال حركة التيارات التي تثير العكر، والتي تتسم بالقوة على أرضية المحيط.Bennett, MR (1996). "Global cooling inferred from dropstones in the Cretaceous: fact or wishful thinking?". Terra Nova. ج. 8 ع. 2: 182–185. DOI:10.1111/j.1365-3121.1996.tb00742.x. {{استشهاد بدورية محكمة}}: الوسيط |تاريخ الوصول بحاجة لـ |مسار= (مساعدة) والوسيط author-name-list parameters تكرر أكثر من مرة (مساعدة)</ref> لقد تم العثور على صخور كبيرة بحجم البشر في الرواسب الحديثة نسبيًا المنضدة بشكل دقيق بالقرب من جاميكا، والتي كانت عبارة عن جزيرة استوائية دافئة خالية تمامًا من الكتل الجليدية منذ أن ظهرت في الوجود. وفي حين أنه تتم الإشارة إلى التيارات التي تثير العكر على أنها مصدر الصخور الكبيرة، إلا أنه لا يتم العثور عليها فيما يتعلق بالرواسب التي تتكون بسببها.

### الطوف البيولوجي

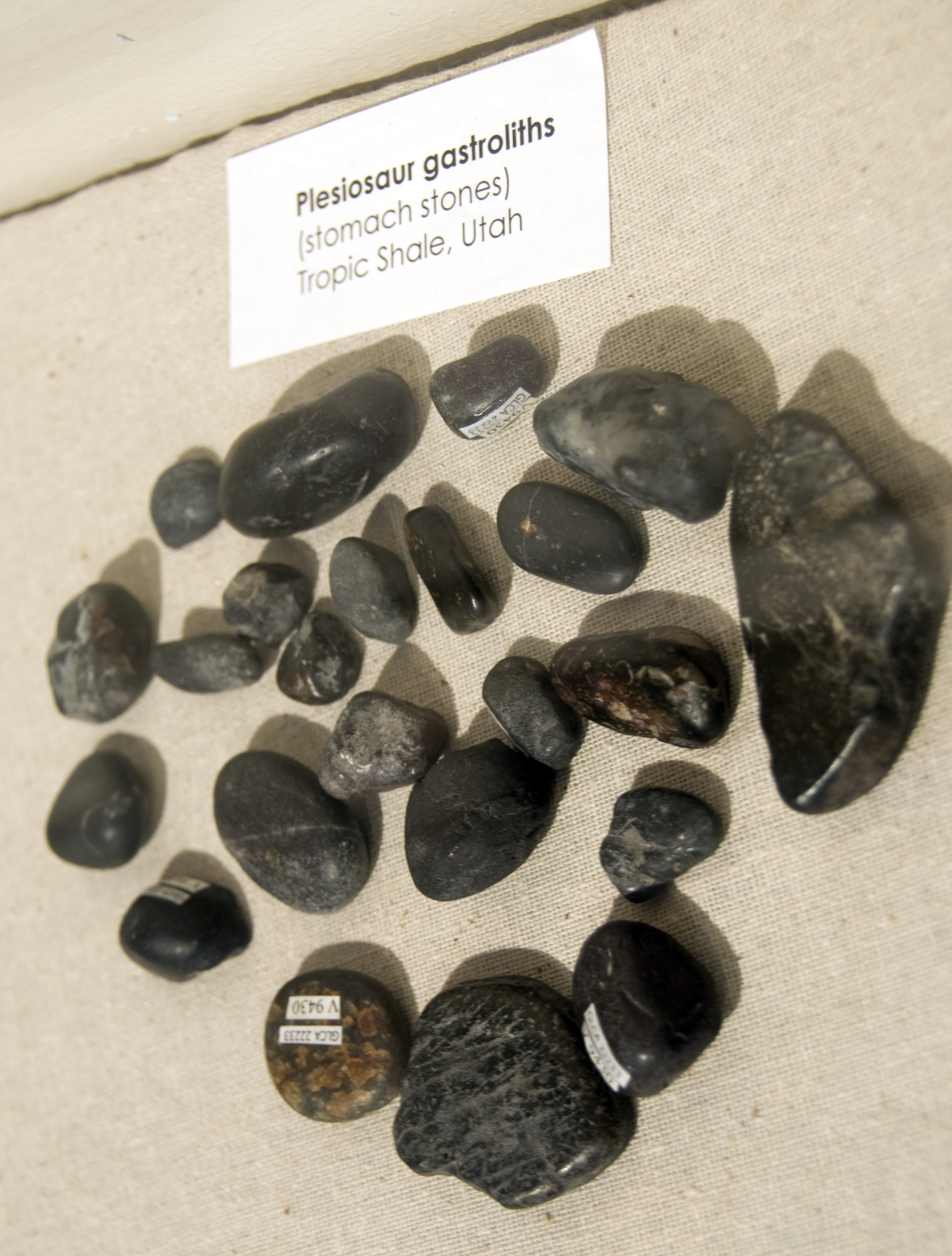
أمثلة على أحجار حصاة المعدة المتساقطة من الطفل الصفحي الاستوائي (الكريتاسي) في يوتا.

ويمكن نقل الأحجار عبر مسافات كبيرة من خلال اندماجها مع مواد خشبية طافية أو في جذور الأشجار الطافية. عندما ينفصل هذا الطوف بسبب قطع الأشجار ونقلها وغرق المكونات التي يحملها، يمكن أن تغرق الصخور المنقولة كذلك. وغالبًا ما تقترن الأحجار المتساقطة بتلك الطريقة بالمكونات العضوية، خصوصًا الأشجار، والبقايا الحفرية في الطوف والتي أدت إلى نقله.
كما يمكن أن تمثل الفقاريات كذلك «طوفًا» من خلال الاشتمال على حصاة المعدة وترسيبها في المسطحات المائية الراكدة من خلال القلس أو عندما يموت الكائن.